# 金曜メガTV
『金曜メガTV』（きんようメガティーヴィー）は、1996年10月11日から1997年3月28日までフジテレビ系列局が編成していたフジテレビ製作の単発特別番組枠である。編成時間は毎週金曜 19:00 - 20:54 （日本標準時）。

## 放送番組一覧
| 放送日          | 放送番組                                                                                       | 主な出演者 | 備考                                                      |
| --------------- | ---------------------------------------------------------------------------------------------- | --- | --------------------------------------------------------- |
| 1996年 10月11日 | 祝15周年！プロ野球珍プレー・好プレー大賞 一挙公開！～永久保存版スペシャル～                    | 島田紳助、板東英二、中井美穂、鈴木紗理奈、山口紗弥加、関根潤三 ナレーション：みのもんた |                                                           |
| 10月18日        | 史上最大の格闘技！超著名人もリングサイドに集結！衝撃のKO伝説が今夜誕生する!! K-1スターウォーズ | 佐竹雅昭、アンディ・フグ、ピーター・アーツ、マイク・ベルナルド 実況：三宅正治（フジテレビアナウンサー） 解説：石井和義、谷川貞治                                                               |                                                           |
| 10月25日        | 見たい！食べたい！遊びたい！買い物天国新宿デパート戦国時代                                     | 神田川俊郎、西村知美、蛭子能収 |                                                           |
| 11月1日         | 離婚！借金！鬼姑！私の幸せナゼ来ない？上沼恵美子の元祖毒舌オンナの人生相談スペシャル           | 上沼恵美子、京唄子、西川峰子（現・仁支川峰子）、畠山みどり、天地真理 |                                                           |
| 11月8日         | パパ！ボク完走するよ！紳助の8時間耐久三輪車レース！250人全国熱血家族・汗と涙の感動ゴール全記録 | 島田紳助、渡嘉敷勝男、渡辺二郎、井岡弘樹、高木豊、屋鋪要、間寛平、ダチョウ倶楽部、白鳥智香子                                                                                                   |                                                           |
| 11月15日        | 素朴な疑問大調査!! さんま・鶴瓶のめざまし調査隊大爆笑スペシャル!!                              | 明石家さんま、笑福亭鶴瓶、ダチョウ俱楽部 |                                                           |
| 11月22日        | うちのバカ嫁バカ夫 どうーなってるの?!全日本NG家族大賞                                          | 小倉智昭、中村江里子（当時フジテレビアナウンサー）、笑福亭笑瓶、田代まさし、榊原郁恵、有田気恵                                                                                                 |                                                           |
| 11月29日        | 世界ゲゲゲのゲ 妖怪軍団が送る金曜の怪談                                                        | 板東英二、シルビア、田代まさし、飯島愛、有田気恵、水木しげる | 『ゲゲゲの鬼太郎』キャラが登場                            |
| 12月6日         | 超豪華!涙の初体験愛の出張料理人大賞II                                                          | 和田アキ子、田中義剛、伊東四朗、榊原郁恵、高木美保、野々村真、磯野貴理子、大仁田厚、沢田亜矢子、吉村明宏、笑福亭笑瓶、周富徳、神田川俊郎                                                       |                                                           |
| 12月13日        | スターどっきり㊙報告年末大爆笑DX                                                               | 和田アキ子、ダチョウ俱楽部、SMAP、瀬戸朝香、シャ乱Q、榎本加奈子、出川哲朗、定岡正二、川藤幸三、達川光男、TOKIO                                                                                 |                                                           |
| 12月20日        | 衝撃スクープ30年！真実の目撃者たち                                                             | |                                                           |
| 12月27日        | 犯罪パニック24時!!逮捕の瞬間100連発                                                            | 島田紳助、八木亜希子（当時フジテレビアナウンサー）、工藤静香、田中義剛、加賀まりこ、蛭子能収                                                                                                   | 1996年最後の放送                                          |
| 1997年 1月3日   | さんまのオールスタースポーツするぞ!! 今年もよろしく大新年会パート2                             | 明石家さんま、八木亜希子、今田耕司、東野幸治、ナインティナイン、関根勤、柳葉敏郎、マイケル富岡、森末慎二、松村邦洋、池谷幸雄、パンチョ伊東、ランディ・バース、猿岩石、にしきのあきら、坂本一生 | 18:30から                                                 |
| 1月10日         | 完全密着！知られざる料理の鉄人の裏側                                                           | | 1996年大晦日放送の『完全なる料理の鉄人』の舞台裏          |
| 1月17日         | スーパータイムスペシャル!劇的瞬間映像未体験ゾーン                                              | 露木茂、松山香織（いずれも当時フジテレビアナウンサー） | 元番組『FNNスーパータイム』終了前最後のスペシャル放送版。 |
| 1月24日         | すごいね！ムツゴロウの動物おもしろ百科                                                         | ムツゴロウ、渡辺正行、榊原郁恵、笑福亭笑瓶、三波豊和、羽田惠理香、いしのようこ |                                                           |
| 1月31日         | 所さんのあんたが一番エライ！仰天！びっくり番付                                                 | 所ジョージ、ヒロミ、杉浦広子（当時フジテレビアナウンサー）、大槻義彦、林家こぶ平、石倉三郎、森口博子、神田正輝、細川ふみえ、丸山茂樹、岡本夏生、田嶋陽子、出川哲朗                             |                                                           |
| 2月7日          | 爆笑！みのもんた酔っ払いウォッチング                                                           | みのもんた、大木凡人 |                                                           |
| 2月14日         | 助けてわが家が燃える！緊急出動！消防最前線密着24時                                             | 池谷幸雄 |                                                           |
| 2月21日         | 決定版 のぞいた・食べた・スターの食事㊙自慢の晩ごはん4                                         | 道場六三郎、RIKAKO、榎本加奈子、田中義剛、松崎しげる、森尾由美、林寛子、アン・ルイス、岡本麗                                                                                                   |                                                           |
| 2月28日         | 秀吉・鬼平・内蔵助子孫現る！幻の200億お宝初鑑定                                                | 上岡龍太郎、大竹まこと、秋野暢子、鈴木蘭々 |                                                           |
| 3月7日          | ママ僕がんばるよ！愛と勇気のドキュメント こども病院24時                                        | 酒井法子 |                                                           |
| 3月14日         | 私の心の歌思い出のヒットパレード2                                                              | 仲谷昇、吉行和子、花村菊江、二葉あき子、青山和子、佐々木新一、曽根史朗、二葉百合子、大津美子、岡本敦郎                                                                                         |                                                           |
| 3月21日         | 春一番 志村けんのバカ殿様                                                                      | 志村けん、田代まさし、桑野信義、研ナオコ、久本雅美、鈴木杏樹 |                                                           |
| 3月28日         | さんまの第10回オールスタースポーツするぞ大放送                                                 | 明石家さんま、今田耕司、東野幸治、ナインティナイン、猿岩石、柳葉敏郎 | 最終回                                                    |

参考：朝日新聞のラジオ・テレビ欄

## 備考
- 19時台前半についてはローカルセールス枠のため、地方の系列局では19時台後半から20:54までの短縮編成になる場合もあった。
- 本枠で放送された『三輪車レース』は、2009年と2010年の『FNSの日』で再度行われた。本枠放送時には制限時間が8時間であったが、『FNSの日』では12時間に拡大して行われた。

## スポンサー
- 三和酒類
- 日本生命保険
- DDI
- ヤマザキナビスコ
- LION
- 日動火災

| フジテレビ 金曜19:00枠 | フジテレビ 金曜19:00枠                        | フジテレビ 金曜19:00枠 |
| 前番組 | 番組名                                        | 次番組 |
| --- | --------------------------------------------- | --- |
| ケンカの花道2 （1996年8月2日 - 1996年9月20日） ※19:00 - 19:29けんちゃんのオーマイゴッド （1996年4月19日 - 1996年9月20日） ※19:29 - 19:58将太の寿司 （1996年4月19日 - 1996年9月20日） ※19:58 - 20:54 | 金曜メガTV （1996年10月11日 - 1997年3月28日） | チチパパ親父!娘をたのむで! （1997年4月25日 - 1997年9月26日） ※19:00 - 20:00中村雅俊のゼッタイ!知りたがり （1997年4月25日 - 1998年3月20日） ※20:00 - 20:54 |

| スタブアイコン | サブスタブ | この項目は、まだ閲覧者の調べものの参照としては役立たない、テレビ番組に関連した書きかけの項目です。この項目を加筆・訂正などしてくださる協力者を求めています（P:テレビ/PJ:放送または配信の番組）。 |